# Pat Manson
Pat Manson (* 29. November 1967) ist ein ehemaliger US-amerikanischer Stabhochspringer.
1991 in Havanna und 1995 in Mar del Plata siegte er bei den Panamerikanischen Spielen.
1997 wurde er Sechster bei den Weltmeisterschaften in Athen. 1999 gelang ihm sein dritter Sieg in Folge bei den Panamerikanischen Spielen in Winnipeg; bei den Weltmeisterschaften in Sevilla jedoch schied er in der Qualifikation aus.
1996 wurde er US-Hallenmeister.

## Persönliche Bestleistungen
- Stabhochsprung: 5,85 m, 15. September 1994, Tokio
  - in der Halle: 5,81 m, 6. Februar 1998, Colorado Springs